# Sylt
Sylt (en danés: Sild, en frisón septentrional: Söl) es la mayor de las islas Frisias. Se encuentra en el estado de Schleswig-Holstein, al norte de Alemania. 

## Geografía

### Localización
Sylt tiene una superficie de 99,14 km², lo que la convierte en la cuarta mayor isla de Alemania, siendo la más grande de cuantas se encuentran en el mar del Norte. Se halla a una distancia de entre 9 y 16 km de la costa continental, a la cual está unida mediante un dique de 11 km de largo, transitable exclusivamente mediante ferrocarril. 
Se puede viajar hacia la isla también a través de una línea de transbordadores que une el puerto danés de Havneby, en la isla de Romo, con el puerto de List. 
En la zona occidental se encuentra una playa de casi 40 km de longitud. En la costa este de la isla se halla la zona de lodos que pertenece al Parque nacional Wattenmeer, una zona costera típica del mar del Norte por las amplias mareas, que dejan grandes extensiones de lodo al descubierto. 
La isla se extiende 38 km de norte a sur, con anchuras variables hasta un mínimo de cerca de 200 m tanto en el sur, entre Rantum y Hörnum, y en el norte, entre Kampen y List. La máxima anchura de la isla se encuentra al centro, cerca de la ciudad de Westerland, con una longitud de 12,6 km.
La forma de la isla ha sufrido numerosos cambios, en un proceso que aún hoy en día sigue en marcha. Las zonas norte y sur de la isla se componen de arenas poco fértiles, mientras que el centro consta de praderas. La mayor altitud de la isla es una duna llamada Uwe Dune de 52,5 metros de altitud sobre el nivel del mar, localizada en Kampen. En la costa oeste se halla el acantilado rojo, una duna litoral de 50 m de altitud, fuertemente erosionada por las tormentas del mar del norte. 
Sus peculiares características orográficas la han hecho lugar de rodaje de algunas grandes películas, caso de Nosferatu, eine Symphonie des Grauens, de F. W. Murnau o "El escritor" (The Ghost Writer), de Roman Polanski.

### Formación y amenaza del mar
La isla de Sylt, en su forma actual, sólo existe desde hace unos cuatrocientos años. Al igual que la geest del continente, se formó a partir de antiguas morrenas y, por tanto, tiene un núcleo de arcilla de cantos rodados, visible hoy en el centro y el oeste de la isla con acantilados, dunas y playas de arena. Este núcleo de geest se erosionó después de que una subida del nivel del mar que ocurrió hace 8.000 años lo expusiera a las fuertes corrientes a lo largo de la escarpada base de la isla. Los sedimentos se depositaron al sur y al norte. El borde occidental, que originalmente se encontraba a diez kilómetros de la costa actual, se desplazó constantemente hacia el este, al tiempo que la isla se alargaba hacia el norte y el sur. Tras la última glaciación, las marismas se acumularon alrededor de este núcleo geest.
Aunque ya en 1141 se hace referencia a Sylt como una isla, antes de la primera Gran Mandrágora de 1362 formaba parte de un paisaje surcado por riachuelos de marea y se podía acceder a ella desde tierra firme, al menos con marea baja. Es de suponer que sólo después de esta inundación se desarrolló la forma característica actual mediante la formación de espolones a partir del material erosionado arrastrado por las corrientes marinas. Los extremos septentrional y meridional de la isla sufrieron y sufren grandes cambios. Por ejemplo, Listland quedó separada del resto de la isla durante algún tiempo en el siglo XIV, y la formación del Ellenbogen provocó el encenagamiento del puerto real de List a partir de la segunda mitad del siglo XVII.

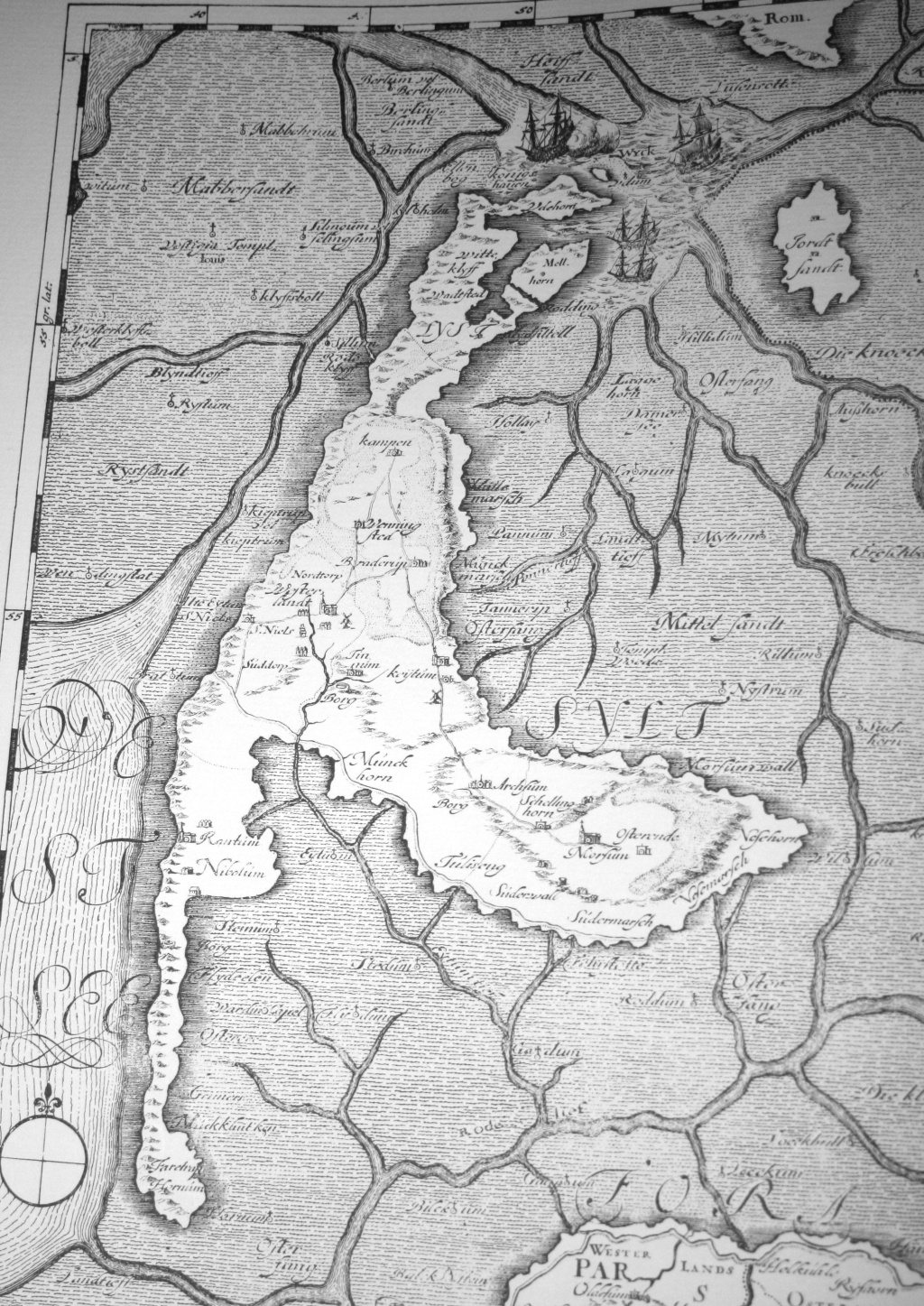
Sylt en un mapa de Johannes Mejer de 1648, que muestra claramente el puerto real de List y las parroquias ahora perdidas, incluida la antigua iglesia de Eidum

Además de la pérdida gradual de tierras, los habitantes también se vieron afectados por la deriva de la arena durante la llamada Pequeña Edad de Hielo. Las dunas, que se desplazaban hacia el este, amenazaban las tierras y los asentamientos, por lo que se estabilizaron plantando marram grass a partir del siglo XVIII. Sin embargo, esto provocó un mayor desplazamiento del material y la sustancia de la isla siguió disminuyendo.
Existen registros del retroceso anual de la costa a partir de 1870. Según estos registros, Sylt perdió una media de 0,4 metros en la parte norte y 0,7 metros en la parte sur de la costa entre 1870 y 1951. Entre 1951 y 1984, el ritmo aumentó a 0,9 y 1,4 metros respectivamente, mientras que la línea costera de los extremos de la isla, cerca de Hörnum y List, está sujeta a cambios aún mayores.
Debido a las fuertes mareas y tempestades de las últimas décadas, Sylt ha estado repetidamente en peligro de romperse. Por ejemplo, la tormenta de 1962 separó temporalmente Hörnum del resto de la isla. Una estrecha sección de sólo 500 metros de ancho al sur de Rantum corre especial peligro.

### Clima
El clima oceánico de Sylt está influido por la corriente del Golfo. En los meses de invierno, la temperatura en la isla es 2º más templada que en el continente. En los meses de verano, la proporción se invierte y se alcanza una temperatura media de 17º. La media de radiación solar en Sylt se sitúa en 4,6 horas diarias. El hecho de que Sylt, con 1790 horas de sol al año, posea 170 más que la media de Alemania, se debe a las características del relieve de la isla. Las nubes no encuentran resistencia en montañas y son empujadas hacia el continente.
La temperatura media anual es de 8,5º. El viento de componente oeste está presente durante todo el año a una velocidad media de 6,7 m/s. El índice de precipitaciones se eleva a unos 650 mm.